# StarCraft (série de livros)
A série de livros StarCraft tem todos os seus livros publicados por Simon & Schuster, e são baseados no universo StarCraft.

## Histórico
A novela, StarCraft: Uprising (parte do  StarCraft Archive), foi escrito por Micky Neilson, um empregado da Blizzard Entertainment, e originalmente lançado como um e-book em Dezembro de 2000. O livro segue a origem da personagem Sarah Kerrigan.
StarCraft: Liberty's Crusade, a segunda obra (primeiro livro físico), serve como uma adaptação da primeira campanha do jogo StarCraft, seguindo um jornalista que acompanha um número de personagens Terranos importantes na série. Escrito por Jeff Grubb e publicado em Março de 2001, foi o primeiro livro de StarCraft a ser lançado em livro físico. StarCraft: Shadow of the Xel'Naga, publicado em Julho de 2001, é o segundo livro. Escrito por Kevin Anderson sob o pseudônimo Gabriel Mesta, serve como uma ligação entre os jogos StarCraft e StarCraft: Brood War. O autor de fantasia Tracy Hickman foi trazido para escrever o terceiro livro, StarCraft: Speed of Darkness, que foi publicado em Junho de 2002. Speed of Darkness foi escrito do ponto de vista de um fuzileiro da Confederação Terrana durante o início de StarCraft.
Os primeiros quatro livros, incluindo o e-book Uprising, foram lançados novamente em uma antologia chamada The StarCraft Archive, em Novembro de 2007.
Um quarto livro, StarCraft: Queen of Blades, foi publicado em Junho de 2006. Escrito por Aaron Rosenberg, é uma novelização da segunda campanha de StarCraft na perspectiva de Jim Raynor. Isso foi seguido, em Novembro de 2006, pelo StarCraft Ghost: Nova, um livro focado na origem da personagem de Nova, do jogo StarCraft: Ghost. Escrito por Keith DeCandido, o livro estava planejado para acompanhar o lançamento de StarCraft: Ghost, mas continuou apesar do adiamento do jogo. Em 2007, Christie Golden, uma escritora cujos trabalhos anteriores incluem livros na série Warcraft da Blizzard, foi trazido para escrever a trilogia chamada StarCraft: The Dark Templar Saga. A trilogia serve como uma ligação entre o jogo StarCraft e sua sequência, o jogo StarCraft II: Wings of Liberty. A primeira parte, Firstborn, foi publicada em Maio de 2007, a segunda parte, Shadow Hunters, foi publicada em Novembro de 2007. A parte final da trilogia, Twilight, foi lançado em Junho de 2009.
Mais dois livros foram anunciados: I, Mengsk, por Graham McNeill, e Spectress, que será uma sequência para o StarCraft Ghost: Nova.
Além desses livros, a Blizzard autorizou duas pequenas histórias na revista Amazing Stories, chamados StarCraft: Revelations e StarCraft: Hybrid. Revelations foi escrito pelo criador da série, Chris Metzen, e Sam Moore, outro empregado da Blizzard, e foi apresentado na capa da edição de primavera de 1999 com arte criada por Samwise Didier, diretor de artes da Blizzard. Hybrid foi escrito por Micky Neilson e, novamente, acompanhado pela arte de Samwise; a pequena história foi publicada na edição de primavera de 2000. Na Comic-Con de Nova Iorque de 2008, Tokyopop anunciou que eles estariam produzindo vários quadrinhos de StarCraft. Duas séries foram anunciadas: StarCraft: Frontline, que será uma série de pequenas antologias, e Ghost Academy, que será escrita por Keith DeCandido e seguirá diversos personagens, como Nova, durante seu treinamento de assassino psiônico, os chamados ghosts. Uma outra série foi anunciada para lançamento em 2009, produzida por Wildstorm e Dc Comics, e revelada em Outubro de 2008.

## Livros

### Série original
1. Liberty's Crusade (2001) (por Jeff Grubb)
2. Shadow of the Xel'Naga (2001) (Kevin J. Anderson; como Gabriel Mesta)
3. Speed of Darkness (2002) (por Tracy Hickman)
4. Queen of Blades (2006) (por Aaron Rosenberg)
5. I, Mengsk (2008) (por Graham McNeill)
6. Evolution (2016) (por Timothy Zahn)

#### Livro relacionado
- The Starcraft Archive (2007) (Inclui os 3 primeiros livros, mais a novela Uprising por Micky Neilson)

### StarCraft: Ghost
1. Nova (2006) (por Keith R. A. DeCandido)
2. Spectres (2011) (por Nate Kenyon)

### Starcraft: Dark Templar
(por Christie Golden)
1. First Born (2007)
2. Shadow Hunters (2007)
3. Twilight (2009)

### Starcraft II
1. Heaven's Devils (2010) (por William C. Dietz)
2. Devils' Due (2011) (por Christie Golden)
3. Flashpoint (2012) (por Christie Golden)